# Antonín Baum
Antonín Baum (12. května 1830 Praha – 2. května 1886 tamtéž) byl český architekt, archeolog, sběratel a konzervátor památek. Spolupracoval na stavebních a restaurátorských projektech s Ignácem Ullmannem a Antonínem Viktorem Barvitiem.

## Život
Pocházel z chudých poměrů. V mládí zkoumal české stavební památky, středověké miniatury a inkunábule. Absolvoval pražskou polytechniku a roku 1853 získal zaměstnání jako kreslíř v architektonické kanceláři Ignáce Ullmanna. Když se Ullmann v roce 1873 vzdal veřejného působení, nastoupil Baum jako technický ředitel ve Stavební bance pro předměstí pražská. V červnu 1874 založil společně s Bedřichem Münzbergerem a Antonínem Viktorem Barvitiem družstvo k provádění větších staveb.
Byl velkým znalcem uměleckých památek. Shromáždil sbírku starých peněz, asi 6000 mědirytů a množství kopií českých miniatur. Účastnil se činnosti Umělecké besedy. Spolu s Františkem X. Benešem pořádal sbírky starožitností v Českém muzeu.
Zemřel na onemocnění ledvin. Pohřben byl na Olšanských hřbitovech.

## Dílo

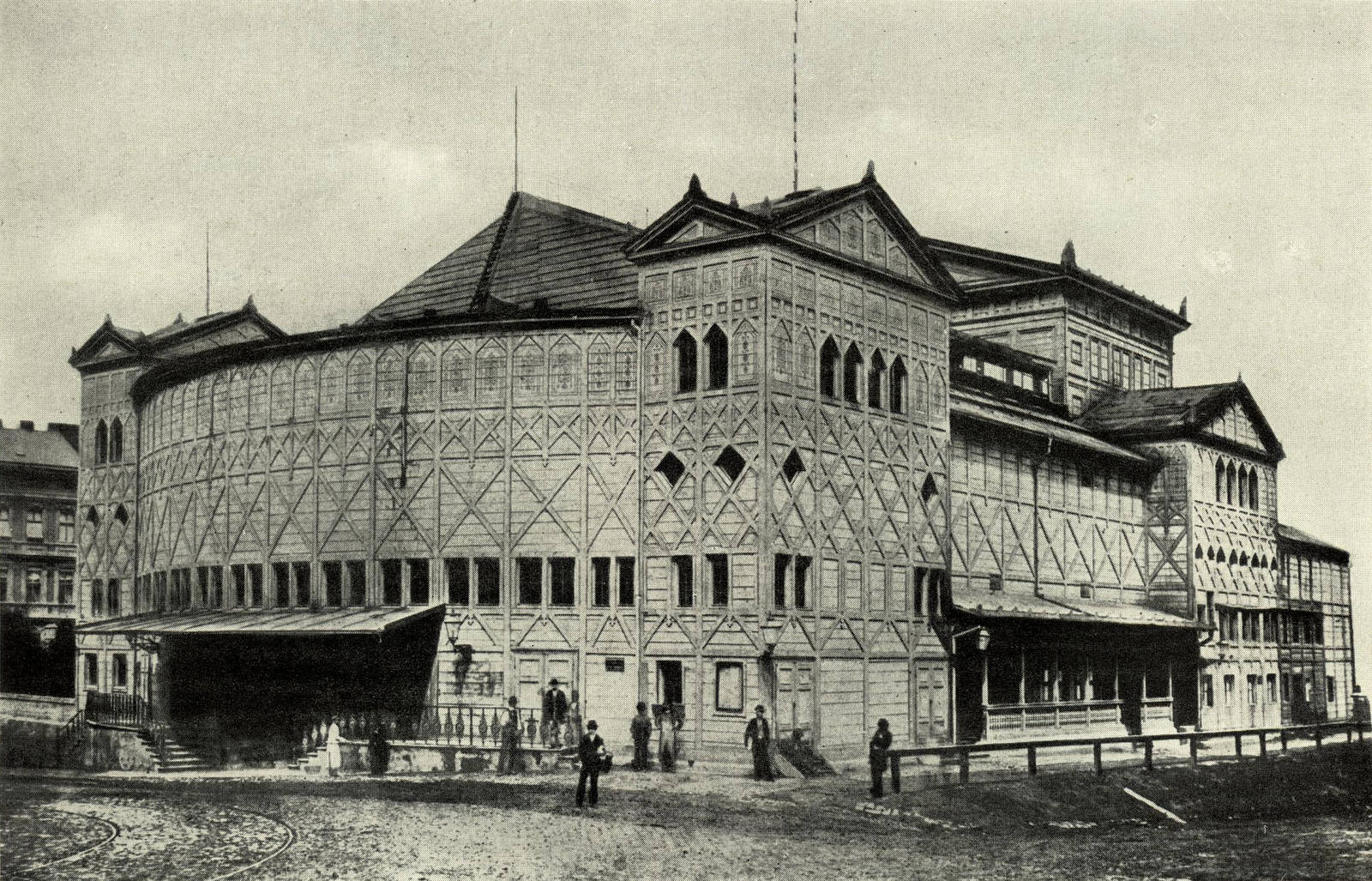
Nove ceske divadlo

Podílel se např. na následujících projektech:
- oprava rotundy sv. Martina na Vyšehradě[6]
- nová zasedací síň na Staroměstské radnici[6]
- úpravy kostela sv. Jana Nepomuckého v Nepomuku[3]
- návrh kostela na Vinohradech[6]
- návrh justičního paláce[6]
- polychromní výzdoba interiéru kostela sv. Haštala, dekorace jeho poboční lodi[6]
- návrhy pro radnici, reálku, chudobinec a dívčí školu v Karlíně[6]
- regotizace kostela sv. Štěpána v Praze[3]
- věž děkanského chrámu Narození P. Marie ve Vodňanech s Ignácem Ullmannem[3]
- interiér kostela sv. Václava ve Velelibech u Nymburka s Bedřichem Münzbergerem[3]
- rekonstrukce románského kostela Narození P. Marie v Záběhlicích s Bedřichem Münzbergerem[3]
- mýtní budky na Palackého mostě v Praze[3]
- oltář v kosele sv. Rocha na Olšanech[3]
- úprava kostela sv. Václava v Činěvsi v novorománském slohu[3]
- budova Nového českého divadla v Praze, provizorní stavba 1876 - 1885[7]

Odbornými články přispíval do časopisů Památky archeologické, Světozor a Květy. Ke konci života pracoval na českém slovníku umělců.